# ジョゼフ・ブルッサール
ジョゼフ・ブルッサール（Joseph Broussard）、またはボーソレイユ（Beausoleil）は、アカディア、後のノバスコシアとニューブランズウィックにおける住民の指導者である。アカディア人への強制追放に対してレジスタンス運動を展開し、1765年、アカディアがイギリスに敗れてからは、最終的に、現在のアメリカ合衆国のルイジアナ南部に、ルイジアナへの最初のアカディア移民を連れて移住した。ジョゼフ・ゴーレ・ブルッサール（Joseph Gaurhept Broussard）と表記されることもあるが、恐らくは書き写しの際の誤りである。

## ジョージ王戦争まで
ブルッサールは1702年にポートロワイヤルで生まれた。人生の大部分をル・クラン（現在のストーニークリーク）、アルバートカウンティ、プティクーディアク川の流域で過ごし、妻のアニエスとの間に、11人の子供がいた。ラル神父戦争時には、1724年のアナポリスロイヤルへの襲撃に参加した。
ジョージ王戦争の時期には、ジャン＝ルイ・ル・ルートル神父の主導のもと、イギリス支配下のアカディアで積極的にレジスタンス活動を始めた。イギリスへのレジスタンス活動では、しばしばミクマク族もブルッサールの軍に加わっていた。ル・ルートルにはイギリスに対する強い反感があり、ミクマク族の布教の際にそれを吹き込んで、彼らの精神的支柱となっていた。1747年、グランプレの戦いに参戦したが、後にそのことへの責任を問われた。

## ル・ルートル神父戦争とアカディア人追放
ブルッサールは1749年に起こったル・ルートル神父戦争に参戦し、ダートマス奇襲でアカディアへのイギリスの侵入を食い止めた。この奇襲ではイギリス人入植者に5人の犠牲者が出た。翌1750年はシグネクトの戦いに参戦し、そのしばらく後、60人のミクマク族とアカディア人を率いて再びダートマスを攻撃した。これが1751年のダートマス奇襲（ダートマスの虐殺）である。この奇襲でブルッサールとミクマク族及びアカディア人は、20人のイギリス兵を殺し、それ以上を捕囚した。時の総督エドワード・コーンウォリスは一時的にダートマスへの入植計画を廃棄した。

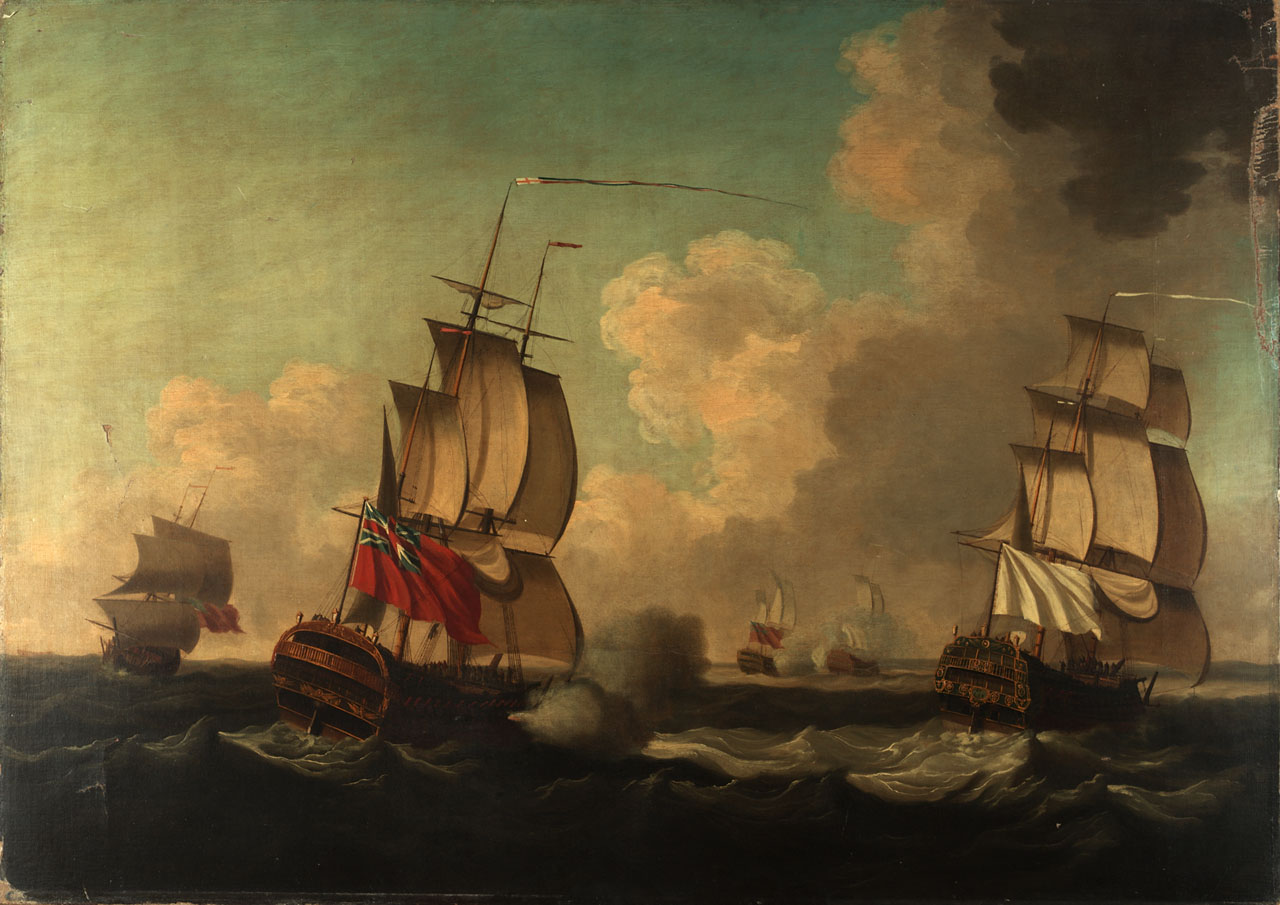
1755年6月8日の海戦のアルシドとリス、この2隻にレジスタンス運動のためのナイフが積み込まれていた。

1754年の4月の終わり、ボーソレイユ（ブルッサール）はミクマク族とアカディア人から成る大規模な軍勢を率いて、シグネクト地峡からローレンスタウンに向けて出発した。5月半ばにローレンスタウンに着いた軍勢は、その夜この町に放火した。ボーソレイユは4人のイギリス人入植者と2人の兵士を殺し、頭皮を剥いだ。この襲撃はなおも続き、入植者と駐屯兵は8月までにハリファックスへ退いた。
その1年後、1755年6月8日の海戦（ニューファンドランド島、レース岬の海戦）で、フランス艦アルシドとリスに、頭皮を剥ぐためのナイフが1万本積み込まれているのが発見された。これは、ル・ルートル神父戦争に従軍中のアカディア人、ジャン＝バティスト・コープ族長下のインディアン兵、そしてブルッサールに渡される予定のものだった。

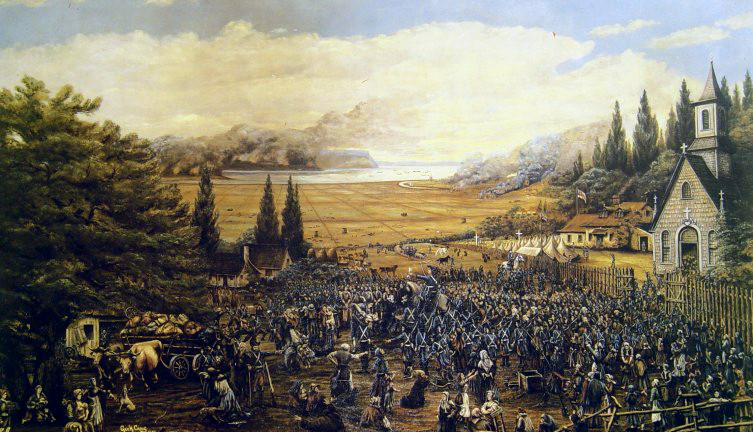
グランプレからのアカディア人の追放

1755年8月、ノバスコシア総督チャールズ・ローレンスは、イギリス軍大佐ロバート・モンクトンと、アナポリスの司令官で少佐のハートフィールドに、アカディア人追放について指示した。まず男たちを捕え、人質として家族を呼び寄せ、フランス領に行くと信じ込ませて、イギリス領内に連れて行くというものだった。しかしアカディア人たちはなかなか現れず、出港が延び延びになる中、イギリス軍は強引にアカディア人たちを船に乗せ、その年の12月までに何千人ものアカディア人たちが故郷から引き離された。劣悪な環境の中で多くのアカディア人が死に、他の植民地からも受け入れを拒否された。アカディア人はフランス人と同一視されており、当時イギリス領アメリカで進行しつつあった新たなフランスとの戦いが、彼らの受け入れに影を落とすことになった。

## フレンチ・インディアン戦争
ボーセジュール砦の戦い後、ル・ルートルが投獄されたのに伴い、ブルッサールが、アカディア人追放の時期を通して、武装レジスタンスの指導者となった。1755年6月、シグネクト地峡の領有権をフランスと争っていたイギリスは、ボーセジュール砦を包囲した。この戦いでブルッサールもイギリス軍と交戦し、イギリス軍士官を捕囚した。6月16日、砦が攻略された当日、ブルッサールはイギリス軍の野営地を少人数で攻撃した。そしてブルッサールはモンクトンに会い、恩赦を前提にイギリス軍とインディアンの調停を名乗り出て、モンクトンは同意を示したが、総督ローレンスは承諾しなかった。

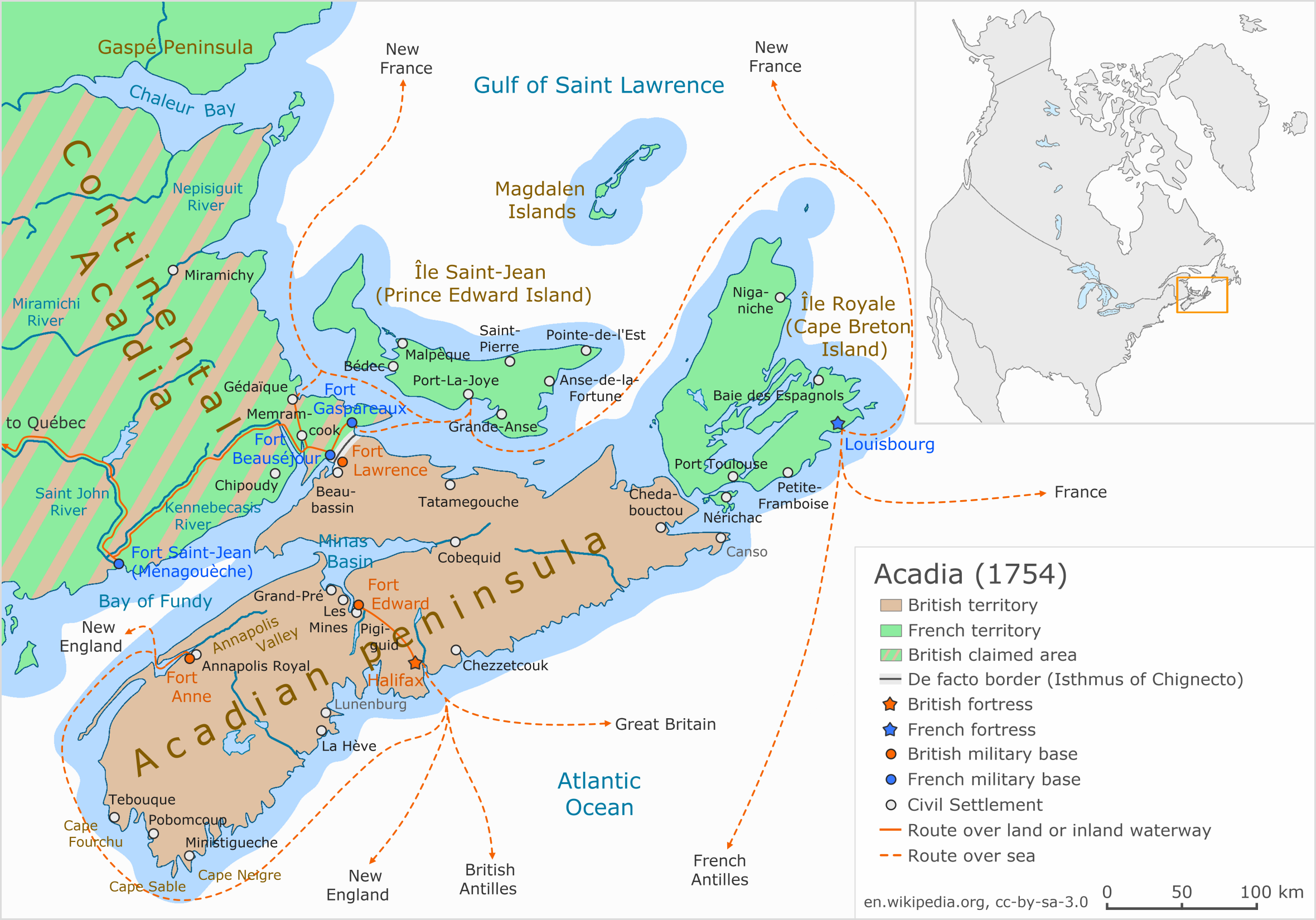
1754年当時のアカディア。半島部の中央にエドワード砦、その下にハリファックス、ニューブランズウィックとの境界（シグネクト地峡）にボーセジュール砦が見える。

1755年のアカディア人追放の際には、ブルッサールと家族はおそらく森に隠れたと思われる。その後シャルル・デシャン・ド・ボワシェベールの軍に加入し、プティクーディアクの戦いに臨んだ。またヴォードルイユ総督の命を受けてで敵艦を拿捕もしたが、1758年のプティクーディアク川方面作戦では、脚の負傷で戦線離脱せざるを得なくなった。
ケベックが陥落した後の1761年もレジスタンス活動は続いていたが、飢饉のためブルッサールは困窮し、カンバーランド砦（ボーセジュール砦）の指揮官であるジョセフ・フライ大佐に降伏した。1762年の10月、ブルッサールは、家族と共にエドワード砦に投獄され、その後ハリファックスに移されて、1763年のパリ条約締結までハリファックスに監禁された。その年の終わりには、機密文書を所持していたため逮捕され、翌1764年になって釈放された。

## ルイジアナ
1764年に釈放されたブルッサールは、他数人のアカディア人とフランス領サン＝ドマングへ移住することを許されたが、気候に慣れることができず、他のアカディア人と共にルイジアナに入植した。
ブルッサールは、1765年2月27日に、サン＝ドマングからルイジアナに向かった最初のアカディア人の一人となった。この年の4月8日、ルイジアナのサン・マルタンヴィユのアタカパ・アカディア民兵隊の隊長兼指揮官となった が、その数か月後、ブルッサールは死亡し、10月20日にボーソレイユの町に埋葬された。
ブルッサールの子孫にはティナ・ノウルズ（結婚前の名字はベインセ）とその2人の娘、ビヨンセとソランジュ、孫のダニエルとブルーがいる。
ケイジャン音楽のバンド、ボーソレイユは、ブルッサールにちなんで名づけられた。

## 関連文献
- Dianne Marshall. Heroes of the Acadian Resistance The Story of Joseph (Beausoleil) Broussard and Pierre Surette 1715-1755. Formac Publishing. 2011.
- Warren A. Perrin. Acadian Redemption: From Beausoleil Broussard to the Queen's Royal Proclamation. 2004.
- John Mack Faragher, A Great and Noble Scheme: The Tragic Story of the Expulsion of the French Acadians from their American Homeland (New York: W. W. Norton & Company, 2005).
- Warren A. Perrin, Acadian Redemption: From Beausoleil Broussard to the British Queen's Royal Proclamation (Opelousas, La.: Andrepont Publishing, 2005).
- Dean Jobb, The Acadians: A People's Story of Exile and Triumph. John Wiley & Sons, 2005 (published in the United States as The Cajuns: A People's Story of Exile and Triumph)